# 1673
1673 (MDCLXXIII) fue un año común comenzado en domingo, según el calendario gregoriano.

## Acontecimientos
- 1 de enero: Comienza a funcionar el correo regular entre Nueva York y Boston.
- 10 de febrero: Molière estrena en París El enfermo imaginario.
- 17 de febrero: Molière muere en escena mientras representa una de sus obras, El enfermo imaginario.
- 27 de abril: Estreno de Cadmus et Hermione, ópera de Jean-Baptiste Lully.
- 17 de mayo: Jacques Marquette y Louis Jolliet comienzan la exploración del río Misisipi.
- 28 de agosto: El Príncipe de Montesacro desembarca en el Peñón de Alhucemas con una escuadra.

## Arte y literatura
- Molière - El enfermo imaginario.

## Nacimientos
- 31 de enero: Luis María Grignion de Montfort, sacerdote francés (f. 1716)
- 9 de junio: Baltasar Escrivá de Híjar, aristócrata, erudito y político español.
- 18 de junio: Antonio de Literes, compositor español.
- 10 de agosto: Johann Conrad Dippel, químico y teólogo alemán (f. 1734)

## Fallecimientos
- 17 de febrero: Molière dramaturgo francés (n. 1622)